# X(3872)
X(3872) é uma partícula anômala com uma massa de 3871,68 MeV/c2 que não se encaixa no modelo de quarks por causa de seu número quântico. Foi descoberta pelo experimento Belle no Japão e depois confirmada por diversas outras colaborações experimentais. Várias teorias têm sido propostas para descrever sua natureza, como uma molécula mesônica ou um par diquark-antidiquark (tetraquark).
O número quântico de X(3872) foi determinado pela experiência LHCb no CERN em março de 2013. Os valores de JCP são 1++.